# Conway National Park
Conway National Park är en nationalpark i Australien.   Den ligger i delstaten Queensland, i den östra delen av landet, 1 700 km norr om huvudstaden Canberra. Conway National Park ligger 28 meter över havet.
I omgivningarna runt Conway National Park växer i huvudsak städsegrön lövskog.